# 3875 Staehle
3875 Staehle eller 1988 KE är en asteroid i huvudbältet som upptäcktes 17 maj 1988 av den amerikanske astronomen Eleanor F. Helin vid Palomar-observatoriet. Den är uppkallad efter Robert L. Staehle.
Asteroiden har en diameter på ungefär 6 kilometer och den tillhör asteroidgruppen Flora.